# NGC 223
NGC 223 è una galassia a spirale situata nella costellazione della Balena.

## Scoperta
NGC 223 è stata scoperta il 5 gennaio 1853 dall'astronomo americano George Phillips Bond. Fu successivamente osservata da Heinrich d'Arrest e da Arthur Auwers nel 1862, e da Lewis Swift nel 1886. Quest'ultima osservazione è stata inclusa nell'Index Catalogue con il riferimento IC 44.
In alcuni database come NASA/IPAC e Wolfgang Steinicke, veniva indicata come galassia lenticolare, ma le recenti osservazioni effettuate nel corso del programma SDSS mostrano chiaramente la presenza di bracci di spirale.
Secondo il database SIMBAD, NGC 223 è una regione nucleare a linee di emissione a bassa ionizzazione (nella letteratura in lingua inglese abbreviata in LINER, acronimo di Low-Ionization Nuclear Emission-line Region), cioè una galassia il cui nucleo presenta uno spettro di emissione caratterizzato da righe originate da atomi debolmente ionizzati.